# Турбанский сельсовет
Турбанский сельсовет — муниципальное образование (сельское поселение) в составе Спасского района Нижегородской области.
Административный центр — деревня Турбанка.

## История
Статус и границы сельского поселения установлены Законом Нижегородской области от 15 июня 2004 года № 60-З «О наделении муниципальных образований - городов, рабочих посёлков и сельсоветов Нижегородской области статусом городского, сельского поселения».

## Население
| 2002 | 2010 | 2012 | 2013 | 2014 | 2015 | 2016 |
| ---- | ---- | ---- | ---- | ---- | ---- | ---- |
| 1200 | ↘994 | ↘948 | ↘943 | ↘935 | ↘924 | ↘894 |
| 2017 | 2018 | 2019 | 2020 | 2021 |      |      |
| ↘870 | ↘853 | ↘833 | ↘800 | ↗870 |      |      |

## Состав сельского поселения
| № | Населённый пункт | Тип населённого пункта          | Население |
| - | ---------------- | ------------------------------- | --------- |
| 1 | Антоново         | село                            | ↘317      |
| 2 | Быковы Горы      | село                            | ↘74       |
| 3 | Турбанка         | деревня, административный центр | ↘603      |